# Claude Stephan
Claude Stephan, né le 4 juillet 1935 à Lambézellec et mort le 6 février 2019 à Antony, est un physicien français, directeur de recherche honoraire au CNRS, à l'Institut de physique nucléaire d'Orsay (IPNO).

## Biographie
Il a notamment travaillé sur des problèmes de physique nucléaire fondamentale. Il a réalisé de nombreuses expériences pour le CNRS en France, aux États-Unis et en Allemagne, et a également travaillé au CERN, près de Genève.
C'est en fin de carrière qu'il s'est intéressé de près aux questions d'énergie, et en particulier à la production d'électricité d'origine nucléaire.
Son ouvrage L'énergie dans le monde : bilan et perspectives, en collaboration avec Jean-Louis Bobin et Hervé Nifenecker, a obtenu le Prix Roberval.

## Publications
- Le noyau atomique, par Robley Dunglison Evans, traduction avec André Bussière et Jean Vernotte, Dunod, 1961[5].
- Étude de la fission des noyaux moyens et lourds induite par les protons de moyenne énergie, thèse de doctorat en sciences physiques, 1966.
- L'énergie dans le monde : bilan et perspectives, avec Jean-Louis Bobin et Hervé Nifenecker, EDP Sciences, 2001[6].
- L'énergie dans le monde : bilan et perspectives, avec Jean-Louis Bobin et Hervé Nifenecker, EDP Sciences, nouvelle édition, 2007.
- Faut-il renoncer au nucléaire?, coécrit avec Sophia Majnoni d'Intignano et Bertrand Barré, collection Le Choc des idées, Le Muscadier, 2013.
- Frontières, poèmes.